# Xantină
Xantina (3,7-dihidropurin-2,6-dionă) este o bază purinică întâlnită în marea majoritate a țesuturilor și fluidelor organismelor. Există multe stimulente derivate de la xantine, precum cofeina și teobromina.

## Biosinteză
Xantina este implicată într-o cale metabolică, a purinei, mai exact fiind un compus intermediar în cadrul degradării adenozinmonofosfatului în acid uric. Se obține din guanină (cu guanin-deaminază), hipoxantină (prin oxidare, cu xantin-oxidoreductază) și xantozină (cu fosforilază).

## Proprietăți
Xantina este transformată în acid uric în urma acțiunii enzimei numite xantin-oxidază.

## Importanță clinică
Derivații de xantină (de obicei denumiți xantine sau alcaloizi xantinici) reprezintă un grup de alcaloizi utilizați pentru efectele lor de stimulente ușoare și bronhodilatatori, în special în tratamentul simptomelor astmului bronșic.
Xantinele metilate (metilxantinele), printre care se numără cofeina, aminofilina, paraxantina, pentoxifilina, teobromina și teofilina, au efect nu numai asupra căilor aeriene, dar stimulează ritmul cardiac, forța de contracție a miocardului și pot produce aritmii cardiace în concentrații mari. În doze mari, pot induce convulsii. Metilxantinele sunt metabolizate de citocrom P450 în ficat.